# Buto
Buto (em grego clássico: Βουτώ/Βοῦτος; romaniz.: Boutó/Boutos), Butu em árabe: بوتو‎) ou Butoso, hoje chamado Telel Faraim ("Colina dos Faraós") foi uma antiga cidade do Egito, situada a 95 quilômetros a leste de Alexandria no delta do Nilo, próximo das vilas de Ibtu (ou Abtu) e Com Butu e a cidade de Dessuque. Na Época Clássica, ficava a meio caminho entre os ramos Termutíaco (Sebenítico) e Tali (Bolbitine) do Nilo, a poucos quilômetros ao norte do leste-oeste rio Bútico, na costa sul do lago Bútico (em grego clássico: Βουτικὴ λίμνη; romaniz.: Boutikē limnē).

## História
O sítio de Telel Faraim é um conjunto de três colinas, que compreendem duas cidades e um complexo templário do noroeste do Delta, ocupado desde o período pré-dinástico até o período romano (3300 a.C.–395 d.C.). Foi identificado como Buto por Flinders Petrie em 1888 e em 1904 Charles Trick Currelly fez escavações. O sítio não foi adequadamente examinado até os anos 60, quando escavações conduzidas por Veronica Seton-Williams e Dorothy Charlesworth revelaram restos dos períodos baixo, ptolomaico e romano, incluindo cemitérios, casas, termas e templos.
Fontes textuais identificaram Buto com Pe e Depe, as cidades gêmeas pré-dinásticas semi-míticas que serviram como capitais do Baixo Egito. O estrato pré-dinástico foi descoberto nos anos 80 por Thomas von der Way, cujas escavações mostraram um nível estratigráfico onde cerâmicos pré-dinásticos baixo egípcios foram sendo gradualmente substituídos por cerâmicos tinitas alto egípcias. Pe e Depe se fundiram em data incerta e os egípcios a chamaram de Per-Uadjete. Sua patrona, a deusa cobra Uto (Uadjete), também era patrona do Baixo Egito. Seu oráculo ficava no renomado templo naquela cidade e um festival anual celebrava-a.
Per-Uadjete também tinha santuários para Hórus (Apolo) e Bubástis (Ártemis). O nome Buto, cunhado sob o Reino Ptolemaico, é uma tradução do nome Uadjete. O topônimo nome estava associado a Mute ou Maute, duas denominações para Ísis, como Mãe do Mundo. Serviu como capital do delta do Nilo, ou de acordo com Herodiano, era meramente sua principal vila. Heródoto indicou que estava no nomo de Quemis, Ptolomeu no nomo de Ptenótis e Plínio, o Velho em Ptenetra.